# Најтерсен
Најтерсен (њем. Neitersen) општина је у њемачкој савезној држави Рајна-Палатинат. Једно је од 119 општинских средишта округа Алтенкирхен (Вестервалд). Према процјени из 2010. у општини је живјело 834 становника. Посједује регионалну шифру (AGS) 7132074.

## Географски и демографски подаци
Најтерсен се налази у савезној држави Рајна-Палатинат у округу Алтенкирхен (Вестервалд). Општина се налази на надморској висини од 198 метара. Површина општине износи 5,6 km². У самом мјесту је, према процјени из 2010. године, живјело 834 становника. Просјечна густина становништва износи 148 становника/km².